# Holly Taylor
Holly Taylor (Middleton, Nueva Escocia, Canadá; 31 de octubre de 1997) es una actriz y bailarina estadounidense nacida en Canadá. Comenzó su carrera en la producción de Broadway Billy Elliot a los once años como Sharon Percy y continuó en el papel durante casi dos años. Entre 2013 y 2018, interpretó el papel de Paige Jennings en la serie de televisión de la cadena FX The Americans, por la que en 2019 fue nominada al Premio de la Crítica Televisiva a la mejor actriz de reparto en una serie dramática.
También ha aparecido en varios anuncios de televisión.

## Vida y carrera
Taylor nació en Middleton, Nueva Escocia, Canadá, el 31 de octubre de 1997, hija de madre irlandesa y de padre escocés. Tiene un hermano mayor llamado Philip. Después de que su familia se mudó a Nueva Jersey a principios del 2000, se inscribió en una clase de baile a los tres años. Aproximadamente un año después, sorprendió a sus padres al anunciar que iba a bailar en Broadway cuando creciera. Cuando tenía once años, Taylor bailaba ocho espectáculos a la semana como miembro del elenco del musical Billy Elliot en el Teatro Imperial de la ciudad de Nueva York.
Taylor asistió a la escuela secundaria en su ciudad natal en Nueva Jersey tanto como lo permitía el horario de sus actuaciones y mantuvo sus estudios académicos. Fue invitada a asistir al programa Johns Hopkins para niños superdotados y talentosos, y al año siguiente fue invitada al programa de intercambio internacional de estudiantes para niños superdotados.
Billy Elliot duró 22 meses. Después de eso, comenzó a buscar más la actuación, aunque era tan tímida que al principio fue difícil. "Pero luego, cuanto más empecé a hacerlo, más salí de mi caparazón y más lo disfruté", dijo.
Hizo una audición para la serie de televisión de espías The Americans en Los Ángeles y reservó el programa después de tener la oportunidad de conocer a los productores en Nueva York.
Taylor ha vivido en Wayne, Nueva Jersey, desde que tenía dos años. Se graduó de Secundaria Wayne Hills en 2016.
Es estudiante de la Universidad Kean en Union, Nueva Jersey. Holly a interpretado a Angelina en Manifest en la 3 y 4 temporada

## Filmografía

### Cine
| Cine | Cine               | Cine         | Cine         |
| Año  | Título             | Rol          | Notas        |
| ---- | ------------------ | ------------ | ------------ |
| 2011 | Love and Zombies   | Allie        | Cortometraje |
| 2012 | The Cook           | Gretchen     | Cortometraje |
| 2013 | Ashley             | Joven Ashley |              |
| 2014 | Worst Friends      | Niña         |              |
| 2016 | The Otherworld     | Dannan       |              |
| 2017 | July               | Lina         | Cortometraje |
| 2018 | The Witch Files    | Claire       |              |
| 2020 | We Still Say Grace | Maggie       |              |

### Televisión
| Televisión | Televisión                   | Televisión      | Televisión                      |
| Año        | Título                       | Rol             | Notas                           |
| ---------- | ---------------------------- | --------------- | ------------------------------- |
| 2010       | Celebrity Nightmares Decoded | Hija            | Película para televisión        |
| 2013–18    | The Americans                | Paige Jennings  | Elenco principal (72 episodios) |
| 2018       | The Good Doctor              | Maddie Glassman | 2 episodios                     |
| 2018       | Bull                         | Chloe Newhouse  | Episodio: «A Higher Law»        |
| 2019       | Heartstrings                 | Delilah Covern  | Episodio: «Down from Dover»     |
| 2019       | The Unsettling               | Becca           | Elenco principal (8 episodios)  |
| 2021       | Manifest                     | Angelina Meyer  | Elenco principal (temporada 3)  |

## Premios y nominaciones
| Año  | Premio                           | Categoría                                                | Nominada por  | Resultado |
| ---- | -------------------------------- | -------------------------------------------------------- | ------------- | --------- |
| 2015 | Premios Saturn                   | Mejor actuación joven en una serie de televisión         | The Americans | Nominada  |
| 2015 | Premios Young Artist             | Mejor actriz de reparto joven en una serie de televisión | The Americans | Ganadora  |
| 2019 | Premios de la Crítica Televisiva | Mejor actriz de reparto en serie de drama                | The Americans | Nominada  |
| 2019 | Premios del Sindicato de Actores | Mejor reparto de televisión - Drama                      | The Americans | Nominada  |